# Errill
Errill är en ort i republiken Irland.   Den ligger i grevskapet Laois och provinsen Leinster, i den centrala delen av landet, 110 km sydväst om huvudstaden Dublin. Errill ligger 122 meter över havet och antalet invånare är 196.
Terrängen runt Errill är platt. Runt Errill är det ganska glesbefolkat, med 21 invånare per kvadratkilometer. Närmaste större samhälle är Roscrea, 12,9 km nordväst om Errill. Trakten runt Errill består i huvudsak av gräsmarker.